# إدي فونتين
إدي فونتين (بالإنجليزية: Eddie Fontaine) (و. 1927 – 1992 م) هو مغني، وممثل، وممثل تلفزيوني، من الولايات المتحدة الأمريكية، توفي عن عمر يناهز 65 عاماً بسبب سرطان المريء.

## الخدمة العسكرية
خدم في بحرية الولايات المتحدة.

## وصلات خارجية
- إدي فونتين على موقع IMDb (الإنجليزية)
- إدي فونتين على موقع ألو سيني (الفرنسية)
- إدي فونتين على موقع ميوزك برينز (الإنجليزية)
- إدي فونتين على موقع إن إن دي بي (الإنجليزية)
- إدي فونتين على موقع أول ميوزيك (الإنجليزية)
- إدي فونتين على موقع ديسكوغز (الإنجليزية)
- إدي فونتين على موقع كينوبويسك (الروسية)